# Asian Man Records
Asian Man Records is een klein, onafhankelijk platenlabel uit de Verenigde Staten dat een sterke DIY visie heeft. Het is in 1996 opgericht door Mike Park in Monte Sereno, Californië en richt zich vooral op punkmuziek.

## Fun Fun Records
In 2011 richtte Park een label genaamd Fun Fun Records op, dat uitsluitend kindermuziek uitgaf. Tot nu toe heeft het label muziek uitgebracht van Mike Park, Dan Potthast, Play Date, Kepi Ghoulie (van Groovie Ghoulies), Happy Wags, en Koo Koo Kanga Roo.

## Artiesten
Het label richt zich vooral op ska- en punkmuziek. De eerste uitgave van het label was het album 17 Reasons van de ska-punkband Link 80. Andere artiesten en bands die bij het label spelen zijn:
- The Apers
- Buck-O-Nine
- Classics Of Love
- Dan Andriano in the Emergency Room
- Dowsing
- Duvall
- Grant Olney
- Guerilla Poubelle
- Kepi Ghoulie
- Kevin Seconds
- Matt Skiba

- Mike Park
- Monkey
- Nicotine
- The Queers
- Smoking Popes
- Spraynard
- Sundowner
- The Smith Street Band
- The Taxpayers
- Yoko Utsumi